# Public Domain Day
Public Domain Day er en markering af, når ophavsretten for værker udløber, så de bliver offentlig ejendom (public domain). Hvornår det sker afhænger af den lokale lovgivning, men som regel er det hvert år 1. januar.
Markeringen af Public Domain Day var oprindeligt uformel. Den blev så vidt vides omtalt første gang i 2004 af den canadiske public domain-aktivist Wallace McLean, der blev støttet af den amerikanske professor Lawrence Lessig. Den har efterfølgende spredt sig verden over og markeres med aktiviteter af forskellige organisationer.

## Public domain
Reglerne for hvor længe ophavsretten til et værk varer varierer fra land til land. Mange steder er den dog fastsat til at vare hele skaberens liv samt til og med 70-året for vedkommendes død. Derefter bliver vedkommendes værker frie og kan benyttes af hvem som helst til et hvilket som helst formål (under hensyntagen til anden lovgivning), uden at de behøver tilladelse til det. Det betyder for eksempel, at hvis en given kunstner døde i 1954, så er vedkommendes værker offentlig ejendom fra 1. januar 2025.
Imidlertid er der nogle steder, hvor lovgivningen er anderledes. En af de mere bemærkelsesværdige undtagelser er USA, hvor ophavsretten ikke udløb for nogen værker fra 1999 til 2018. I Australien er reglerne endnu strammere, så her vil det ikke være muligt at fejre Public Domain Day før 2026. I de fleste europæiske lande samt i Canada og New Zealand vil en række værker derimod blive offentlig ejendom hvert år. Og det kunne for den sags skyld også være sket for endnu flere, hvis ikke varigheden af ophavsretten var blevet forlænget flere gange i de forløbne årtier.